# Luckaitztal
Luckaitztal (em baixo sorábio: Lukajca Dolk) é um município da Alemanha, situado no distrito de Oberspreewald-Lausitz, no estado de Brandemburgo. Tem 41,72 km² de área, e sua população em 2019 foi estimada em 779 habitantes.